# Alimentar un resfriado, matar de hambre una fiebre

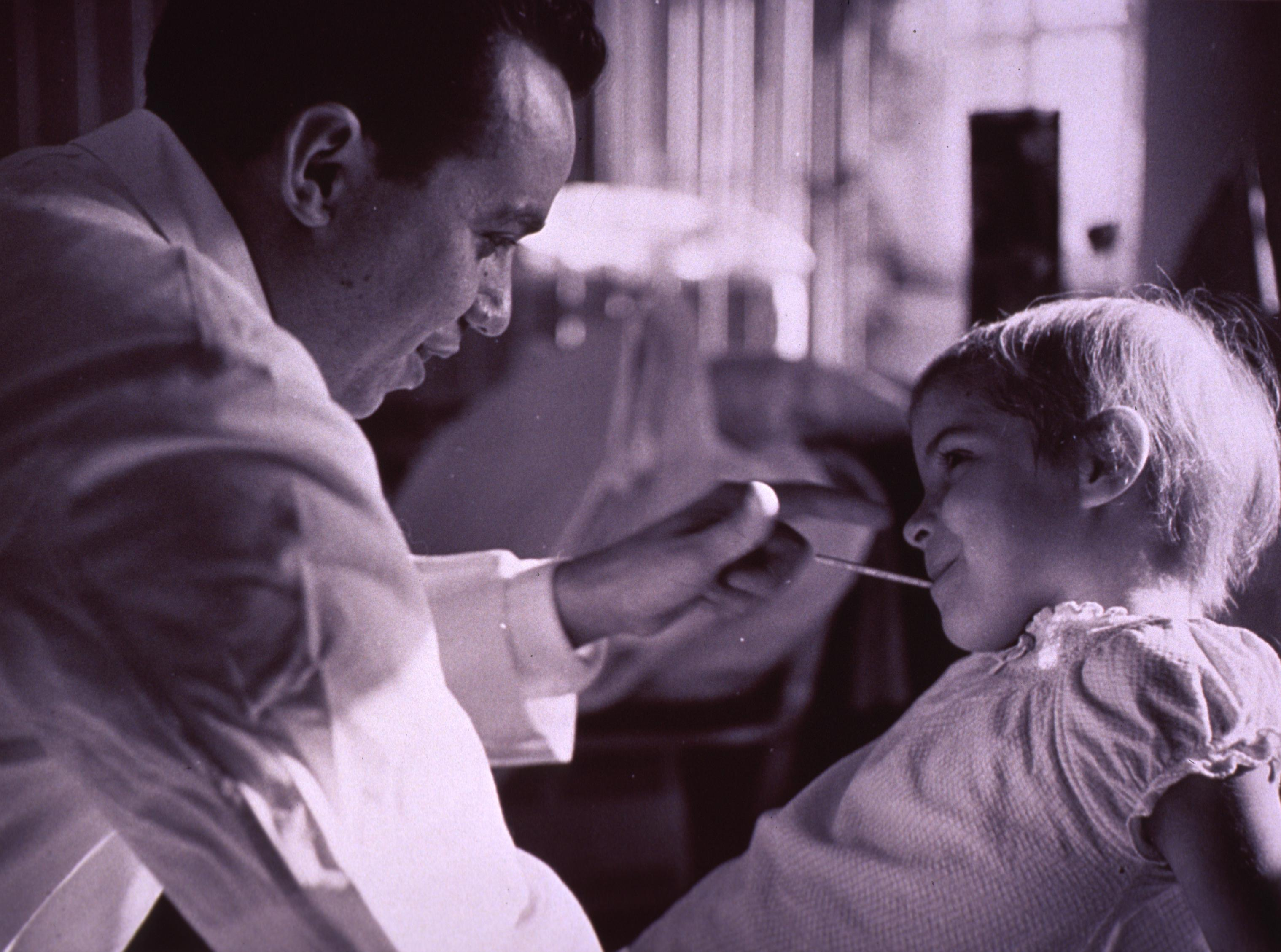
Médico tomando la temperatura de un paciente joven.

«Alimentar un resfriado, matar de hambre una fiebre» es un adagio o un cuento de viejas que intenta instruir a las personas sobre cómo lidiar con la enfermedad. El adagio data de 1574 y afirma que comer ayudará a curar un resfriado; no comer ayudará a curar la fiebre. En 2002, un estudio a pequeña escala que probó la precisión del adagio concluyó que diferentes alimentos pueden provocar una respuesta del sistema inmunitario en los pacientes.

## Trasfondo
Algunos eruditos creen que la interpretación del adagio es: «Si comes con un resfriado, tendrás fiebre para matar de hambre». Otros lo interpretan literalmente. Nadie sabe con certeza de dónde proviene la frase. El primer uso documentado del adagio fue en el libro de John Withals de 1574, A shorte dictionarie most profitable for yong beginners (Un diccionario corto más rentable para los jóvenes principiantes). En el libro Withals incluye la frase, «El ayuno es un gran remedio para el dolor».

## Historia
En un artículo de 1942 publicado por Johns Hopkins University Press, se determinó que el adagio «alimentar un resfriado, matar de hambre a la fiebre» estaba justificado de acuerdo con el conocimiento médico.
En BBC Science Focus, un artículo discutió los efectos positivos de una dieta cetogénica en la enfermedad. Pero también afirman que «puede haber un hilo de verdad científica en el viejo adagio 'alimenta un resfriado, mata de hambre a una fiebre'». Un estudio de 2002 en Holanda descubrió que comer activa una respuesta inmunológica que mata un virus del resfriado, pero el ayuno provoca una respuesta del sistema inmunológico que ataca las infecciones bacterianas que son responsables de muchas fiebres.
Un artículo del The New York Times de 2007 concluyó: «Hay poca evidencia científica detrás de la noción de matar de hambre un resfriado y alimentar la fiebre, o viceversa». Un artículo CNN de 2017 sugirió que pasar hambre con fiebre no es una buena idea. CNN citó al experto en enfermedades infecciosas pediátricas Jon S. Abramson. «Alimenta un resfriado, alimenta una fiebre. Cuida tu cuerpo, y nunca lo dejes morir de hambre». También citaron a la internista de la Universidad Emory, Sharon Horesh Bergquist, quien estuvo de acuerdo pero también aconsejó: «Cuando esté enfermo, beba más de lo que cree que necesita».

## Ciencia
Cuando una persona está enferma o tiene una infección en el cuerpo, los glóbulos blancos liberan citoquinas para combatir la infección. Las citoquinas afectan la parte del hipotálamo del cerebro que puede detener el hambre y provocar una pérdida de apetito. En 2002, científicos de los Países Bajos estudiaron el problema estableciendo pruebas a pequeña escala que monitoreaban el consumo entre los participantes. Descubrieron que consumir diferentes alimentos o líquidos activa diferentes células inmunitarias. En el estudio, los investigadores determinaron que ciertos alimentos podrían administrarse a pacientes enfermos para estimular la respuesta correcta del sistema inmunitario en el paciente. Algunos científicos han dicho que los resultados del estudio neerlandés tienen poco mérito porque fue a pequeña escala y los resultados no se han replicado.
Ruslan Medzhitov, de la Escuela de Medicina Yale, afirma que la falta de apetito es una condición común durante una enfermedad. Medzhitov ha discutido experimentos en ratones, donde los ratones que estaban infectados con la bacteria listeria morían cuando se les obligaba a comer. Los animales que dejaron de comer naturalmente finalmente se recuperaron. Se determinó que el azúcar (glucosa) era perjudicial: los ratones sobrevivieron después de ser alimentados con proteínas y grasas, pero sin glucosa. Otro estudio de ratones infectados con el virus de la gripe mostró que los ratones infectados sobrevivieron cuando se les alimentó con glucosa. Los ratones infectados con gripe murieron cuando no se les dio comida.
Bergquist sugiere que los líquidos son más importantes para la recuperación que comer. Dijo que si un resfriado o fiebre ha alterado el apetito de una persona, no debe forzar la alimentación; sin embargo, un cuerpo enfermo necesita nutrición para ayudar al sistema inmunológico.